# دریاچه بیوا
دریاچهٔ بیوا در استان شیگا واقع شده‌است. مساحت آن ۶۷۰ کیلومتر مربع است و بزرگترین دریاچهٔ آب شیرین در ژاپن به شمار می‌آید. این دریاچهٔ یک ششم استان شیگا را تشکیل می‌دهد. این دریاچه در شمال شرقی شهر کیوتو قرار گرفته است. به علت قرار گرفتن این شهر در نزدیک شهر باستانی کیوتو نام آن در ادبیات، شعرها و تاریخ جنگ‌های ژاپن زیاد ذکر شده‌است. نام بیوا در دوره ادو بر روی این دریاچه گذاشته شده‌است. این دریاچه یکی از ۲۰ دریاچهٔ کهن جهان به شمار می‌آید و در حدود ۴ میلیون سال عمر دارد.

## نگارخانه

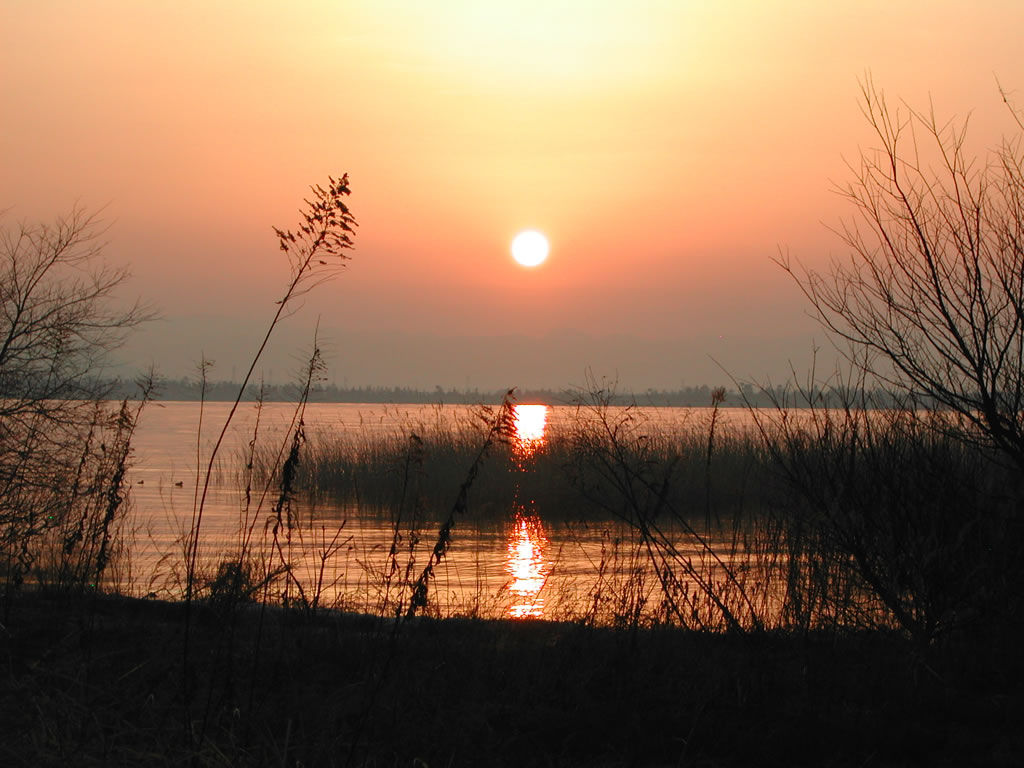
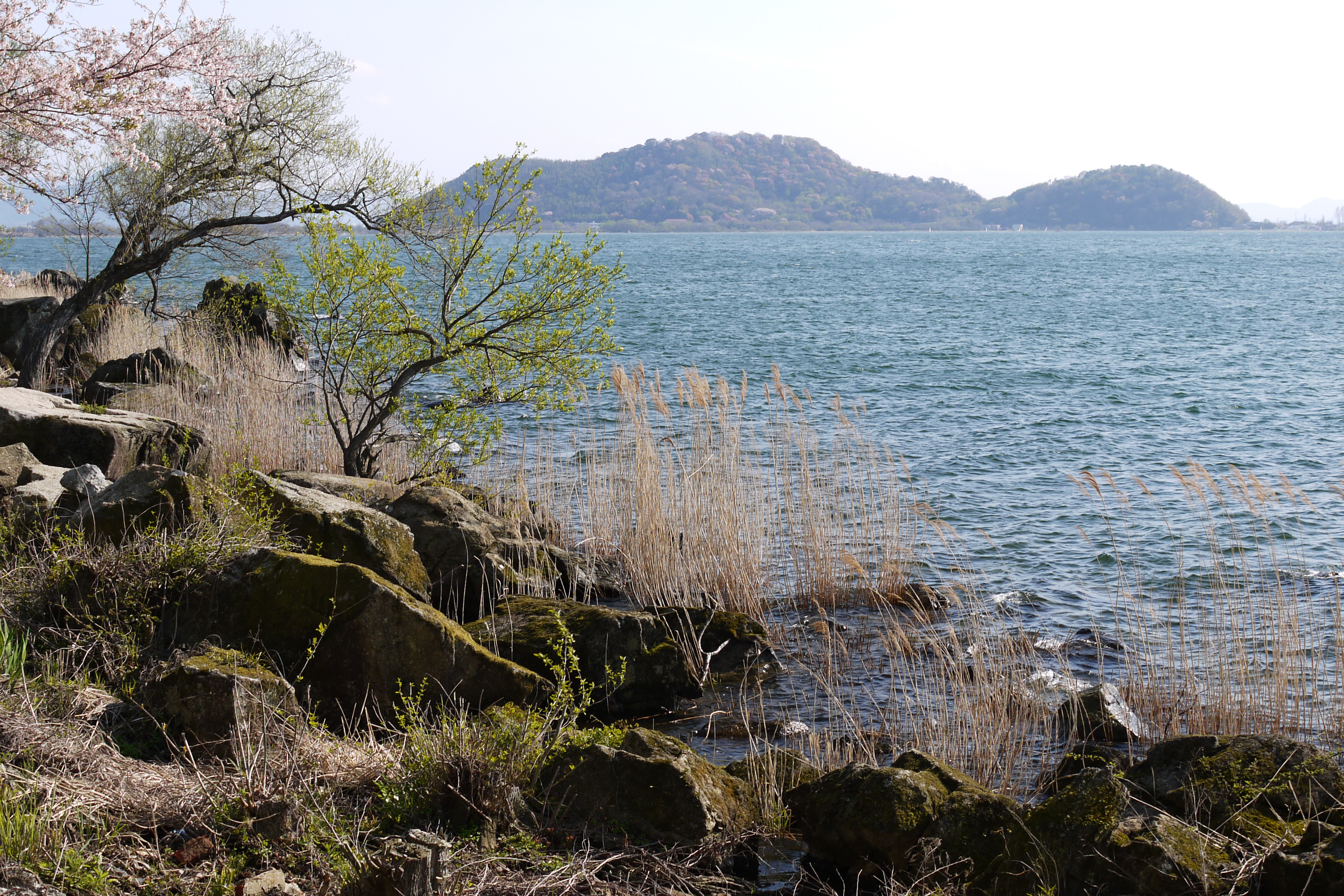
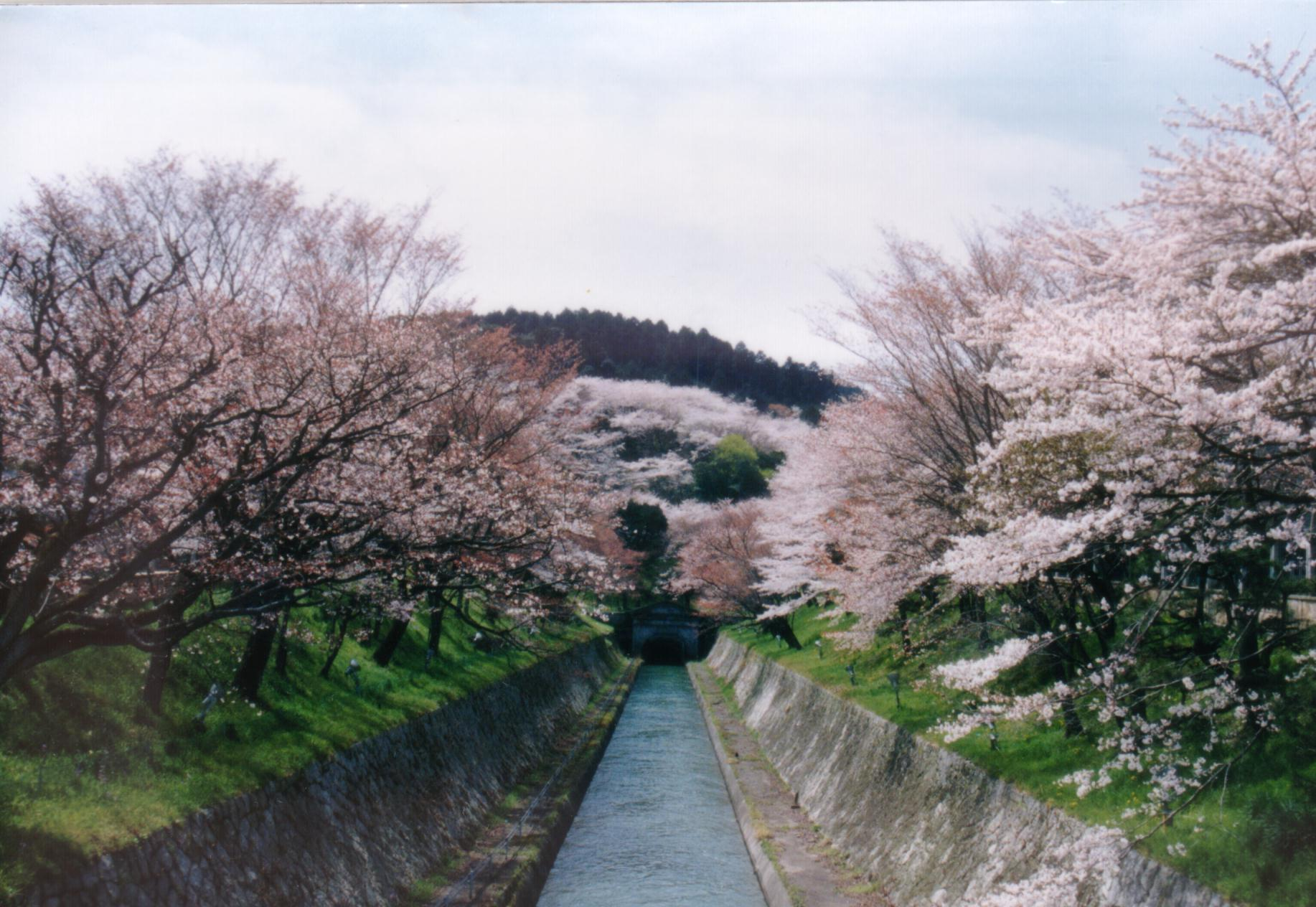
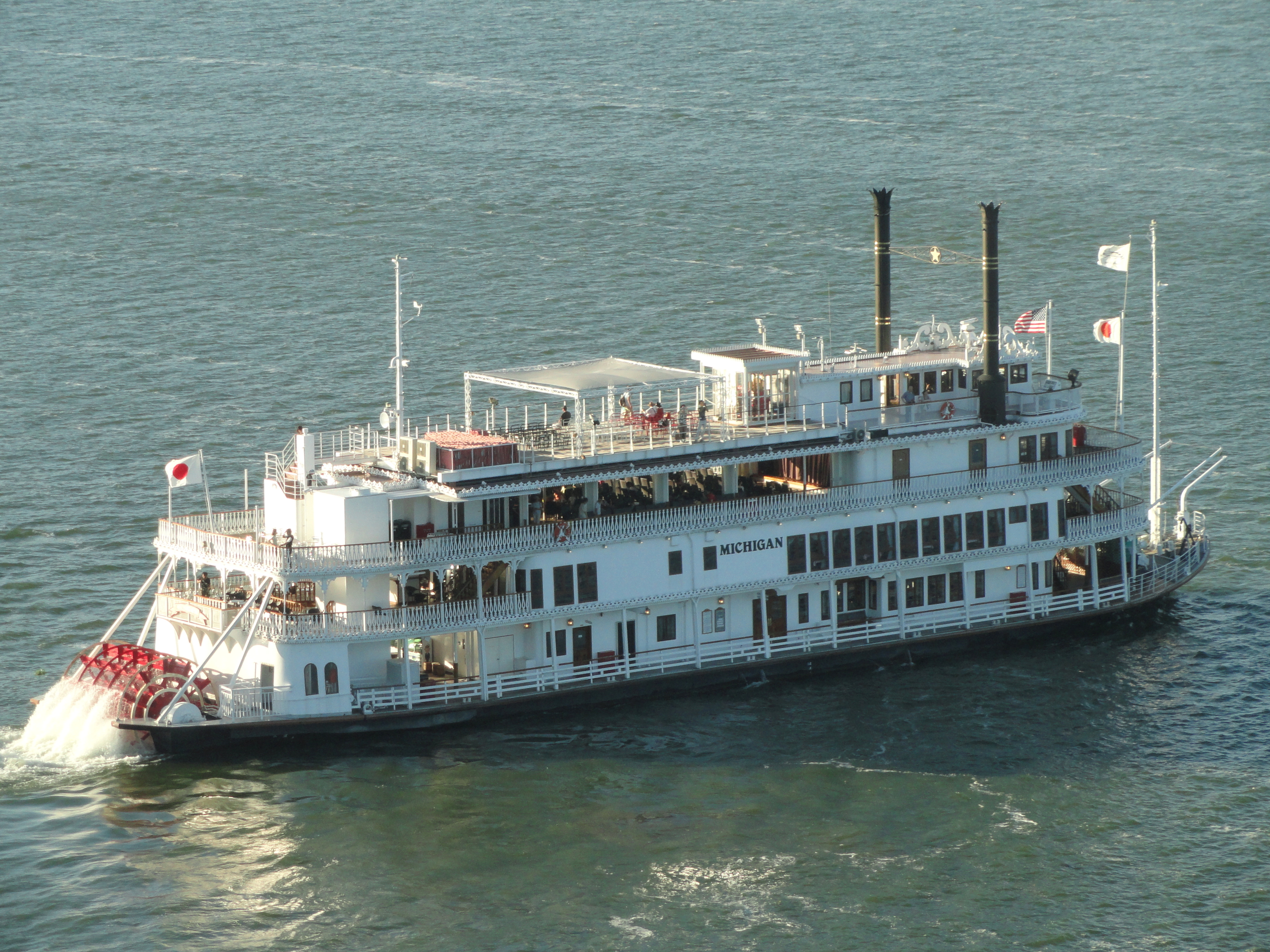
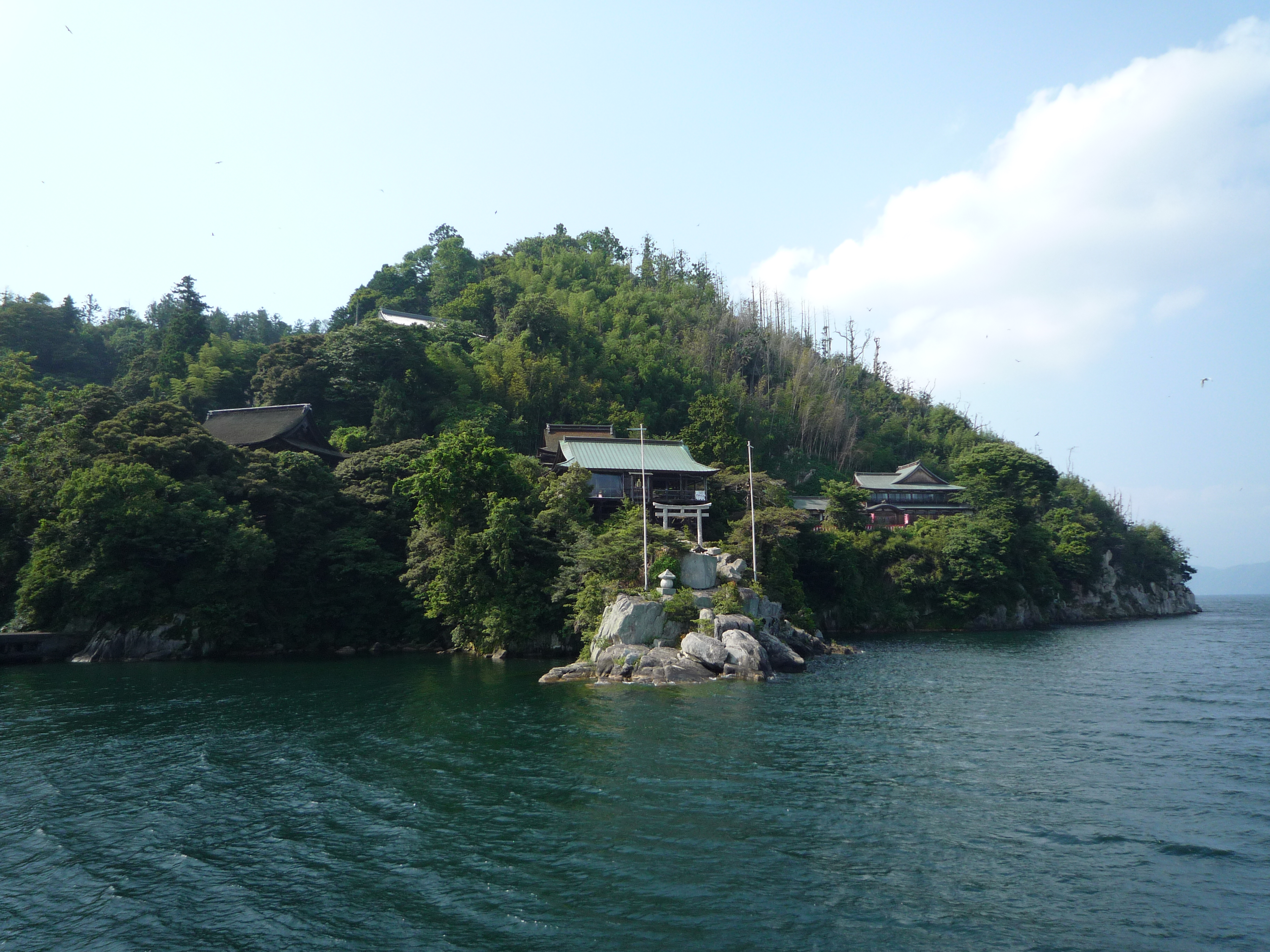